# تصفيات كأس العالم 2014 – إفريقيا الدور الأول
هذه الصفحة ستقدم ملخصات من مباريات الدور الأول عن قارة أفريقيا المؤهلة لكأس العالم لكرة القدم 2014.

## النظام
في هذا الدور تم وضع المنتخبات الأربعة والعشرون الأسوأ في التنصيف الأفريقي في 12 مواجهة بنظام ذهاب-و-إياب. أقيمت القرعة يوم 30 يوليو 2011 في مارينا دا جلوريا في ريو دي جانيرو، البرازيل.
أقيمت المباريات حين لعبت المواجهة الأولى يوم 11 نوفمبر 2011 والمواجهة الثانية يوم 15 نوفمبر. الفائزون بمجموع مبارتي المواجهات تأهلوا إلى الدور الثاني من التصفيات الأفريقية.

## التصنيف
تم تحديد تصنيف المنتخبات حسب تصنيف الاتحاد الدولي لكرة القدم الصادر عن شهر يوليو 2011.
| الفئة الأولى                                                               | الفئة الأولى                                          | الفئة الثانية                                                         | الفئة الثانية                                                   |
| -------------------------------------------------------------------------- | ----------------------------------------------------- | --------------------------------------------------------------------- | --------------------------------------------------------------- |
| موزمبيق · جمهورية الكونغو الديمقراطية · توغو · ليبيريا · تنزانيا · الكونغو | كينيا · رواندا · إثيوبيا · ناميبيا · بوروندي · مدغشقر | غينيا بيساو · غينيا الاستوائية · تشاد · إسواتيني · جزر القمر · ليسوتو | إرتريا · الصومال · جيبوتي · موريشيوس · سيشل · ساو تومي وبرينسيب |

## المباريات
| سيشل | 0–3   | كينيا                         |
| ---- | ----- | ----------------------------- |
|      | تقرير | أوشيينغ 41' · أوليتش 75'، 81' |

| كينيا                                                 | 4–0   | سيشل |
| ----------------------------------------------------- | ----- | ---- |
| مانديلا 19' · أوليتش 36' · مولاما 45+1' · وانياما 74' | تقرير |      |

كينيا فازت 7–0 بمجموع المباراتين وتأهلت إلى الدور الثاني.
| غينيا بيساو            | 1–1   | توغو     |
| ---------------------- | ----- | -------- |
| دي كارفالهو 38' (ركل.) | تقرير | جاكب 32' |

| توغو               | 1–0   | غينيا بيساو |
| ------------------ | ----- | ----------- |
| مينديس 3' (بالخطأ) | تقرير |             |

توغو فازت 2–1 بمجموع المباراتين وتأهلت إلى الدور الثاني.
| جيبوتي | 0–4   | ناميبيا                                   |
| ------ | ----- | ----------------------------------------- |
|        | تقرير | بيستر 15'، 32' · كايمبي 50' · أوريكوب 88' |

| ناميبيا                                    | 4–0   | جيبوتي |
| ------------------------------------------ | ----- | ------ |
| إيزاكس 17' · كايمبي 34'، 58' · أوريكوب 81' | تقرير |        |

ناميبيا فازت 8–0 بمجموع المباراتين وتأهلت إلى الدور الثاني.
| موريشيوس | انسحاب | ليبيريا |
| -------- | ------ | ------- |
|          |        |         |

موريشيوس انسحبت من التصفيات يوم 31 أكتوبر 2011. ليبيريا تتأهل تلقائيًا إلى الدور الثاني.
| جزر القمر | 0–1   | موزمبيق         |
| --------- | ----- | --------------- |
|           | تقرير | لوبو 54' (ركل.) |

| موزمبيق                                          | 4–1   | جزر القمر |
| ------------------------------------------------ | ----- | --------- |
| دومينغيز 26' · سيتوي 45' · ويسكي 59' · باوكي 84' | تقرير | يوسف 72'  |

موزمبيق فازت 5–1 بمجموع المباراتين وتأهلت إلى الدور الثاني.
| غينيا الاستوائية                    | 2–0   | مدغشقر |
| ----------------------------------- | ----- | ------ |
| إخوغو 20' (ركل.) · راندي 74' (ركل.) | تقرير |        |

| مدغشقر                               | 2–1   | غينيا الاستوائية |
| ------------------------------------ | ----- | ---------------- |
| راجواريمانانا 54' · راماناماهيفا 90' | تقرير | إليونغوي 24'     |

غينيا الاستوائية فازت 3–2 بمجموع المباراتين وتأهلت إلى الدور الثاني.
| الصومال | 0–0   | إثيوبيا |
| ------- | ----- | ------- |
|         | تقرير |         |

| إثيوبيا                                           | 5–0   | الصومال |
| ------------------------------------------------- | ----- | ------- |
| أوكري 5' · ش. بيكيلي 62'، 65' · كيبيدي 87'، 90+2' | تقرير |         |

إثيوبيا فازت 5–0 بمجموع المباراتين وتأهلت إلى الدور الثاني.
| ليسوتو       | 1–0   | بوروندي |
| ------------ | ----- | ------- |
| رامابيلي 82' | تقرير |         |

| بوروندي                          | 2–2   | ليسوتو                 |
| -------------------------------- | ----- | ---------------------- |
| أميسي 29' · نديكومانا 88' (ركل.) | تقرير | تالي 16' · موثوانا 22' |

ليسوتو فازت 3–2 بمجموع المباراتين وتأهلت إلى الدور الثاني.
| إرتريا    | 1–1   | رواندا          |
| --------- | ----- | --------------- |
| تيكلي 35' | تقرير | أوزاموكوندا 58' |

| رواندا                                 | 3–1   | إرتريا     |
| -------------------------------------- | ----- | ---------- |
| كاريكيزي 4' · إيرانزي 70' · بوكوتا 79' | تقرير | تيدروس 89' |

رواندا فازت 4–2 بمجموع المباراتين وتأهلت إلى الدور الثاني.
| إسواتيني   | 1–3   | جمهورية الكونغو الديمقراطية            |
| ---------- | ----- | -------------------------------------- |
| شونغوي 63' | تقرير | كالويتوكا 18' · مبوتو 22' · بوكيسي 72' |

| جمهورية الكونغو الديمقراطية                   | 5–1   | إسواتيني   |
| --------------------------------------------- | ----- | ---------- |
| مبوتو 8'، 49' · كالويتوكا 46'، 61' · ديبا 66' | تقرير | شونغوي 63' |

جمهورية الكونغو الديمقراطية فازت 8–2 بمجموع المباراتين وتأهلت إلى الدور الثاني.
| ساو تومي وبرينسيب | 0–5   | الكونغو                                                            |
| ----------------- | ----- | ------------------------------------------------------------------ |
|                   | تقرير | ميسيلو 1' · دونياما 5' · مالونغا 27' · أونيانغي 54' · تشيليمبو 69' |

| الكونغو    | 1–1   | ساو تومي وبرينسيب |
| ---------- | ----- | ----------------- |
| نغانغا 56' | تقرير | غاندو 49'         |

جمهورية الكونغو فازت 6–1 بمجموع المباراتين وتأهلت إلى الدور الثاني.
| تشاد     | 1–2   | تنزانيا                |
| -------- | ----- | ---------------------- |
| لابو 16' | تقرير | نغاسا 11' · باكاري 80' |

| تنزانيا | 0–1   | تشاد     |
| ------- | ----- | -------- |
|         | تقرير | لابو 47' |

2–2 في مجموع المبارتين.تنزانيا فازت حسب قانون الأهداف خارج القواعد وتأهلت إلى الدور الثاني.

## الهدافون
تم تسجيل 66 هدف في 22 مباراة بمعدل 3 أهداف في المباراة الواحدة.
3 أهداف
| - تريسور مبوتو - ديوكو كالويتوكا | - دينيس أوليتش | - لازاروس كايمبي |

هدفين
| - محمد لابو - شيميليس بيكيلي | - غيتانيه كيبيدي - رودولف بيستر | - سيدني أوريكوب - سيدومو شونغوي |

هدف واحد
| - سيدريك أميسي - سليمان نديكومانا - محمد يوسف - غلاديس بوكيسي - إيفس ديبا إيلونغا - لاديسلاس دونياما - كريس مالونغا - كريستوفر ميسيلو - فرانكيس نغانغا - برينس أونيانغي - هاريس تشيليمبو - دونفايا إيلونغوي - خوفينال إخوغو - إيبان يانغا | - أبراهام تيدروس - تيسفاليم تيكلي - أوميد أوكري - باسيلي دي كارفالهو - بوكانج موثوانا - ليهلوميلا رامابيلي - ثابيلو تالي - كيفن كيماني - بريان مانديلا - تيتوس مولاما - باسكال أوشيينغ - فيكتور وانياما - إيفان راجواريمانانا - فرديناند راماناماهيفا | - كليسيو - دومينغيز - ألميرو لوبو - جيري سيتوي - فرانشيسكو ماسينغا - هينريش إيزاكس - جان كلود إيرانزي - لاباما بوكوتا - أوليفر كاريكيزي - إلياس أوزاموكوندا - أورلاندو غاندو - نور الدين باكاري - مريشو نغاسا - سيرغي غاكبي |

هدف عكسي
- جوناس مينديس (لعب ضد توغو)

## وصلات خارجية
- النتائج والمباريات (إصدار موقع الفيفا) نسخة محفوظة 3 نوفمبر 2011 على موقع واي باك مشين.
- النتائج والمباريات (إصدار موقع الاتحاد الأفريقي لكرة القدم)